# Girovce
Girovce (ungarisch Gerlefalva – bis 1907 Giróc) ist eine Gemeinde im Osten der Slowakei mit 51 Einwohnern (Stand 31. Dezember 2024), die im Okres Vranov nad Topľou, einem Teil des Prešovský kraj, liegt.

## Geographie
Die Gemeinde befindet sich im Südteil der Niederen Beskiden im Bergland Ondavská vrchovina, am Unterlauf der Oľka im Einzugsgebiet der Ondava, östlich des Stausees Veľká Domaša. Die Teiche von Košarovce (slowakisch Košarovské rybníky) befinden sich teilweise auf dem Gemeindegebiet. Das Ortszentrum liegt auf einer Höhe von 147 m n.m. und ist 22 Kilometer von Humenné sowie 23 Kilometer von Vranov nad Topľou entfernt.
Nachbargemeinden sind Košarovce im Norden, Lukačovce im Nordosten und Osten, Jasenovce im Süden und Südwesten, Giglovce im Westen und Holčíkovce im Nordwesten.

## Geschichte
Girovce wurde zum ersten Mal 1408 als Gerauich, Gerauicz, Gerowicz schriftlich erwähnt, weitere historische Bezeichnungen sind unter anderen Gerouych, Geronych (1410), Gerocz (1430) und Gyrowcze (1773). Das Dorf war anfangs Teil der Herrschaft von Stropkov, im 18. Jahrhundert war es Besitz der Familie Vécsey und im 19. Jahrhundert der Familie Larisch. 1598 wurden sechs Porta verzeichnet.
1715 gab es sieben verlassene und vier bewohnte Haushalte. 1787 hatte die Ortschaft 11 Häuser und 106 Einwohner, 1828 zählte man 15 Häuser und 111 Einwohner, die als Hirten, Viehzüchter und Waldarbeiter tätig waren, dazu gab es im 19. Jahrhundert eine Säge. Von 1880 bis 1900 wanderten viele Einwohner aus.
Bis 1918 gehörte der im Komitat Semplin liegende Ort zum Königreich Ungarn und kam danach zur Tschechoslowakei beziehungsweise heute Slowakei. In der ersten tschechoslowakischen Republik war Girovce ein landwirtschaftlich geprägtes Dorf, die Einwohner waren aber auch als Handwerker sowie als Arbeiter in einem Steinbruch beschäftigt. Während des Slowakischen Nationalaufstandes agierten Partisanen, insbesondere die Gruppe Čapajev, in der Gegend und besetzten am 4. Oktober 1944 das Dorf, das anschließend von NS-deutschen Truppen vollständig in Brand gesetzt wurde. Nach dem Zweiten Weltkrieg erteilte der Staat finanzielle und materielle Unterstützung zum Wiederaufbau. Ein Teil der Einwohner pendelte zur Arbeit nach Vranov nad Topľou, Strážske und Košice, die Landwirte waren privat organisiert.

## Bevölkerung
| Jahr                | 1994 | 2004     | 2014     | 2024     |
| ------------------- | ---- | -------- | -------- | -------- |
| Anzahl der Personen | 86   | 70       | 62       | 51       |
| Unterschied         |      | −18,60 % | −11,42 % | −17,74 % |

| Jahr                | 2023 | 2024 |
| ------------------- | ---- | ---- |
| Anzahl der Personen | 51   | 51   |
| Unterschied         |      | +0 % |

Nach der Volkszählung 2011 wohnten in Girovce 68 Einwohner, davon 66 Slowaken und ein Russine. Ein Einwohner machte keine Angabe zur Ethnie.
58 Einwohner bekannten sich zur römisch-katholischen Kirche und neun Einwohner zur griechisch-katholischen Kirche. Bei einem Einwohner wurde die Konfession nicht ermittelt.

## Bauwerke und Denkmäler
- römisch-katholische Kirche Mariä Himmelfahrt, gegen 1700 erbaut[6]

## Verkehr
Durch Girovce führt die Cesta II. triedy 554 („Straße 2. Ordnung“) von Nižný Hrabovec nach Havaj.